# П'єр Бост
П'єр Бост (фр. Pierre Bost; 3 вересня 1901, Лазаль, Гар, Франція — 10 грудня 1975, Париж, Франція) — французький письменник, сценарист, журналіст. Старший брат письменника, сценариста і журналіста Жака-Лорана Боста.

## Біографія
П'єр Бост отримав філософську освіту в Сорбонні. У 1923 році почав літературну діяльність. У 1940—1942 роках під час Другої світової війни знаходився в полоні. Після повернення на батьківщину почав працювати в кіно. Починаючи з 1942 року низку кіносценаріїв написав у співпраці з Жаном Ораншем. На думку видатної кіносценаристки Сузо Чеккі д'Аміко: «У знаменитій французькій парі — Жан Оранш і П'єр Бост спочатку всі симпатії віддавалися Ораншу, а не сухорлявому та мовчазному Босту, такому манірному й одягненому, немов протестантський священик, в усе темне. А потім режисери і продюсери пояснювали тобі, що гарантія успіху стрічки — участь у роботі Боста».
П'єру Босту належать сценарії, написані за творами класиків французької літератури і сучасних авторів. Більшість цих сценаріїв поставлена режисером Клодом Отан-Ларою: «Лагідна» (за Мішелем Даве, 1943), «Диявол у тілі» (за Раймоном Радіге, 1947), «Займися Амелією!» (за п'єсою Жоржа Фейдо, 1949), «Червоний готель» (за новелою Оноре де Бальзака, 1951), «Червоне і чорне» (за Стендалем, 1954), «Через Париж» (за М. Еме, 1956), «У випадку нещастя» (за Ж. Сіменоном, 1958), «Гравець» (за Ф. Достоєвським, 1958), «Зелена кобила» (за М. Еме, 1959). Написав також сценарії до фільмів: «Пасторальна симфонія» (за Андре Жідом, 1946, реж. Жан Деланнуа), «Біля стін Малапаги» (1948, реж. Рене Клеман), «Заборонені ігри» (1952, реж. Рене Клеман), «Жервеза» (за романом Еміля Золя «Пастка», реж. Рене Клеман), 1952), «Годинникар із Сен-Поля» (1974, реж. Бертран Таверньє) та ін.
П'єр Бост є автором романів «Скандал» (фр. Le scandale, літературна премія Interallié, 1931), «Неправильний номер» (фр. Faux numéros, 1932); повісті «Пан Ладміраль скоро помре» (фр. Monsieur Ladmiral va bientot mourir, 1945) та ін.

## Фільмографія
| Рік       |     | Назва українською             | Оригінальна назва            | Примітки                                            |
| --------- | --- | ----------------------------- | ---------------------------- | --------------------------------------------------- |
| 1940      |     | Спадкоємець Мондезіра         | L'héritier des Mondésir      | з Жаном Ораншем                                     |
| 1942      |     | Зоряні круїзи                 | Croisières sidérales         | адаптація                                           |
| 1942      |     | Людина, яка грала з вогнем    | L'homme qui joue avec le feu | і адаптація                                         |
| 1942      |     | Останній козир                | Dernier atout                |                                                     |
| 1942      |     | Зірка в сонці                 | Une étoile au soleil         | адаптація                                           |
| 1943      |     | Золотий козиний жир           | La chèvre d'or               |                                                     |
| 1943      |     | Мадам і смерть                | Madame et le mort            |                                                     |
| 1943      |     | Ніжна                         | Douce                        | і адаптація з Жаном Ораншем                         |
| 1946      |     | Пасторальна симфонія          | La symphonie pastorale       | з Жаном Ораншем                                     |
| 1947      |     | Диявол у тілі                 | Le diable au corps           | з Жаном Ораншем                                     |
| 1949      |     | Біля стін Малапаги            | Le mura di Malapaga          | адаптація з Жаном Ораншем                           |
| 1949      |     | Займися Амелією               | Occupe-toi d'Amélie..!       | і адаптація з Жаном Ораншем; в титрах не зазначений |
| 1950      |     | Бог потребує людей            | Dieu a besoin des hommes     | з Жаном Ораншем                                     |
| 1950      |     | Скляний замок                 | Le château de verre          |                                                     |
| 1951      |     | Червона харчевня              | L'auberge rouge              | з Жаном Ораншем                                     |
| 1952      |     | Сім смертних гріхів           | Les sept péchés capitaux     | новела «Похіть» з Жаном Ораншем                     |
| 1952      |     | Заборонені ігри               | Jeux interdits               | з Жаном Ораншем                                     |
| 1952      |     | Долі                          | Destinées                    | з Жаном Ораншем                                     |
| 1953      |     | Голос тиші                    | La voce del silenzio         |                                                     |
| 1953      |     | Гордії                        | Les orgueilleux              | з Жаном Ораншем; в титрах не зазначений             |
| 1954      |     | Хліб у траві                  | Le blé en herbe              | і адаптація з Жаном Ораншем                         |
| 1954      |     | Маддалена                     | Maddalena                    |                                                     |
| 1954      |     | Червоне і чорне               | Le rouge et le noir          | з Жаном Ораншем                                     |
| 1955      |     | Бродячі собаки без нашийників | Chiens perdus sans collier   | адаптація з Жаном Ораншем                           |
| 1956      |     | Дон Жуан                      | Don Juan                     |                                                     |
| 1956      |     | Жервеза                       | Gervaise                     | з Жаном Ораншем                                     |
| 1956      |     | Через Париж                   | La traversée de Paris        | з Жаном Ораншем                                     |
| 1958      |     | У випадку нещастя             | En cas de malheur            | з Жаном Ораншем                                     |
| 1958      |     | Гравець                       | Le joueur                    | з Жаном Ораншем                                     |
| 1959      |     | Дорога школярів               | Le chemin des écoliers       | адаптація з Жаном Ораншем                           |
| 1959-1961 | т/с | П'єса тижня                   | Play of the Week             |                                                     |
| 1959      |     | Зелена кобила                 | La jument verte              | з Жаном Ораншем                                     |
| 1960      |     | Регати в Сан-Франциско        | Les régates de San Francisco | з Жаном Ораншем                                     |
| 1961      |     | Як радісно жити               | Che gioia vivere             |                                                     |
| 1961      |     | Не убий                       | Tu ne tueras point           | з Жаном Ораншем                                     |
| 1961      |     | Побачення                     | Le rendez-vous               | і адаптація з Жаном Ораншем                         |
| 1962      |     | Злочин не вигідний            | Le crime ne paie pas         | з Жаном Ораншем                                     |
| 1963      |     | Вбивця                        | Le meurtrier                 | з Жаном Ораншем                                     |
| 1963      |     | Кубушка Жозефи                | Le magot de Josefa           | адаптація з Жаном Ораншем                           |
| 1964      |     | Дивна дружба                  | Les Amitiés particulières    | з Жаном Ораншем                                     |
| 1965      |     | Чорний гумор                  | Umorismo in nero             | з Жаном Ораншем                                     |
| 1966      |     | Чи горить Париж?              | Paris brûle-t-il?            | з Жаном Ораншем                                     |
| 1968      |     | Францисканець з Буржа         | Le franciscain de Bourges    | і адаптація з Жаном Ораншем                         |
| 1974      |     | Годинникар із Сен-Поля        | L'horloger de Saint-Paul     | з Жаном Ораншем                                     |
| 1976      |     | Суддя і вбивця                | Le juge et l'assassin        | оповідання                                          |
| 1984      |     | Неділя за містом              | Un dimanche à la campagne    | роман                                               |
| 1990      |     | Зелена гора                   | Der grüne Berg               |                                                     |